# Nati nel 1525

## Gennaio(5)
- 1º gennaio - Paolo Morigia, storico italiano († 1604)
- 6 gennaio - Giulio Claro, giurista italiano († 1575)
- 6 gennaio - Kaspar Peucer, medico, matematico e astronomo tedesco († 1602)
- 18 gennaio - Filiberto Pingone, storico italiano († 1582)
- 29 gennaio - Lelio Sozzini, teologo italiano († 1562)

## Febbraio(3)
- 5 febbraio - Juraj Drašković, cardinale croato († 1587)
- 15 febbraio - Rinaldo Corso, letterato, magistrato e vescovo cattolico italiano († 1582)
- 25 febbraio - Gerald FitzGerald, XI conte di Kildare, nobile irlandese († 1585)

## Marzo(2)
- 1º marzo - Giulio Cibo, politico († 1548)
- 4 marzo - Henry Carey, I barone Hunsdon, nobile britannico († 1596)

## Maggio(1)
- 26 maggio - Zhang Juzheng, politico cinese († 1582)

## Giugno(1)
- 19 giugno - Sebastiano Erizzo, umanista e numismatico italiano († 1585)

## Agosto(2)
- 24 agosto - Mildred Cooke, nobildonna e poetessa inglese († 1589)
- 27 agosto - Francesco Maria Tarugi, cardinale italiano († 1608)

## Settembre(2)
- 11 settembre - Giovanni Giorgio di Brandeburgo, nobile tedesco († 1598)
- 18 settembre - Pedro Enríquez de Acevedo, generale e politico spagnolo († 1610)

## Dicembre(2)
- 23 dicembre - Giovanni Alberto I di Meclemburgo-Schwerin, duca tedesco († 1576)
- 24 dicembre - Rocco Guerrini, militare e architetto italiano († 1596)

## Senza giorno specificato(50)
- Giovanni Aldobrandini, cardinale e vescovo cattolico italiano († 1573)
- Tiberio Alfarano, letterato, storico dell'arte e presbitero italiano († 1596)
- Giovanni Battista Amalteo, letterato italiano († 1573)
- Costantino Bonelli, vescovo cattolico sammarinese († 1572)
- Francesco Bossi, vescovo cattolico italiano († 1584)
- Muzio Calini, vescovo cattolico e scrittore italiano († 1570)
- Giovan Battista Cavalieri, incisore e editore italiano († 1601)
- Maternus Cholinus, tipografo e editore tedesco († 1588)
- Fabrizio Colonna, condottiero italiano († 1551)
- Ascanio Condivi, pittore, scultore e scrittore italiano († 1574)
- Claudio Corte, cavaliere italiano
- Giulio De Rossi, pittore italiano († 1591)
- Vincenzo de' Rossi, scultore italiano († 1587)
- Doamna Chiajna, nobile romena († 1588)
- Nicolò Doria, doge († 1592)
- Costanzo Felici, botanico e naturalista italiano († 1585)
- Francisco García, giurista spagnolo († 1583)
- Giovanni Battista Gentile Pignolo, doge († 1595)
- Giobbe, monaco cristiano, arcivescovo ortodosso e santo russo († 1607)
- Girolamo da Paradisoni, religioso italiano († 1577)
- Giuseppe Giustiniani, nobile e diplomatico italiano († 1600)
- Martin Guerre, francese
- Gregorio Hernández de Velasco, umanista, traduttore e presbitero spagnolo († 1586)
- Ferrante Imperato, farmacista e naturalista italiano
- Scipione Lentolo, pastore protestante e teologo italiano († 1599)
- Giovanni Ermanno Ligozzi, pittore italiano († 1605)
- Wilhelmus Lindanus, vescovo cattolico, ebraista e teologo olandese († 1588)
- Corrado Mochis, vetraio tedesco († 1569)
- Pio Enea I Obizzi, nobile italiano († 1589)
- Giordano Orsini di Monterotondo, condottiero italiano († 1564)
- Giovanni Pierluigi da Palestrina, compositore e organista italiano († 1594)
- Arcangelo Piccolomini, medico italiano († 1586)
- Girolamo Pico della Mirandola, nobile e militare italiano († 1588)
- Ludovico II Pico della Mirandola, nobile e condottiero italiano († 1568)
- Roger de Saint-Lary de Bellegarde, militare e politico francese († 1579)
- Egidio Sernicoli, abate italiano († 1590)
- Mehmet Shoraq, ammiraglio turco († 1571)
- Peter Stubbe, serial killer tedesco († 1589)
- Takeda Nobushige, militare giapponese († 1561)
- Takigawa Kazumasu, militare giapponese († 1586)
- Uesugi Tomosada, militare giapponese († 1546)
- Carlo Urbino, pittore italiano († 1585)
- Giovanni Maria Verdizotti, scrittore e pittore italiano († 1600)
- Alessandro Vittoria, scultore italiano († 1608)
- Anton van den Wyngaerde, cartografo e disegnatore fiammingo († 1571)
- Pedro de Pravia, religioso spagnolo († 1590)
- Cristofano dell'Altissimo, pittore italiano († 1605)
- Giovanni di Ligne, nobile olandese († 1568)
- Adriaen van Cronenburg, pittore olandese
- Şehzade Abdullah, principe ottomano